# Metessi
La parola metessi, dal greco μέθεξις (méthexis) significa genericamente partecipazione, comunicazione.

## L'ontologia della differenza in Platone
Il termine acquista rilevanza filosofica nell'ambito del pensiero platonico.
Tra il mondo corruttibile delle cose terrene e quello puro e perfetto delle idee esiste infatti  una differenza ontologica così rilevante da porre Platone di fronte a un dualismo che  cerca di superare tramite la ricerca di un rapporto tra i due mondi che si sforza di definire in qualche modo.
Il problema è legato storicamente alla presenza di Aristotele nell'Accademia, durante gli anni della tarda maturità di Platone. È infatti presumibile che da un certo momento la critica aristotelica all'"ontologia della differenza" abbia costretto il vecchio maestro a rivedere criticamente le sue originali concezioni in funzione di un maggior "realismo" logico della teoria delle idee. 
In sostanza, la domanda che poneva Aristotele era: se il mondo delle idee e quello empirico si contrappongono - essere e non-essere - che senso ha porre l'idea come causa della realtà apparente? Non sarebbe più coerente concludere che esiste solo il mondo delle idee, riducendo il mondo delle cose a pura illusione?

## La soluzione platonica
La prima soluzione che Platone aveva cercato a questa aporia era stata la teoria della partecipazione (μέθεξις, méthexis): le cose particolari parteciperebbero dell'idea corrispondente.
(Francesco Fronterotta, Guida alla lettura del Parmenide di Platone, Roma-Bari, Laterza, 1998, p. 31)
Platone nell'opera Parmenide sostiene che  ogni colore, profumo, morbidezza, suono, dolore o piacere tramite i cinque sensi possono diventare gioia di partecipazione all'Uno, al mondo delle idee. 
La filosofia antropocentrica greca, platonica in questo caso, si concretizza così nel termine μέθεξις che in ultima analisi può essere intesa come una tensione attiva del soggetto alla partecipazione collettiva e consapevole al mondo intelligibile. Così come avviene ad esempio nello spettacolo teatrale quando nasce quella tensione che sale dal pubblico per partecipare emotivamente a quanto accade in scena oppure in letteratura quando il lettore  vive in prima persona quanto sta leggendo.

## La metessi in Vincenzo Gioberti
Il concetto di metessi collegato a quello di mimesi (imitazione)  riaffiora nel pensiero neoplatonico di Vincenzo Gioberti a proposito del movimento circolare che collega l'uomo a Dio che come creatore dell'esistente, di creature simili a lui, realizza, in una fase discendente, il momento della imitazione («L'Ente crea l'esistente»); quando invece il mondo e gli uomini, in una fase ascendente, ritornano a Dio si attua il momento della metessi per cui «l'esistente torna all'Ente».